# Kościół Najświętszej Maryi Panny Królowej Polski w Żninie
Kościół Najświętszej Maryi Panny Królowej Polski w Żninie – jedna z trzech świątyń rzymskokatolickich w mieście Żnin, w województwie kujawsko-pomorskim. Należy do dekanatu żnińskiego. Mieści się przy ulicy Śniadeckich.

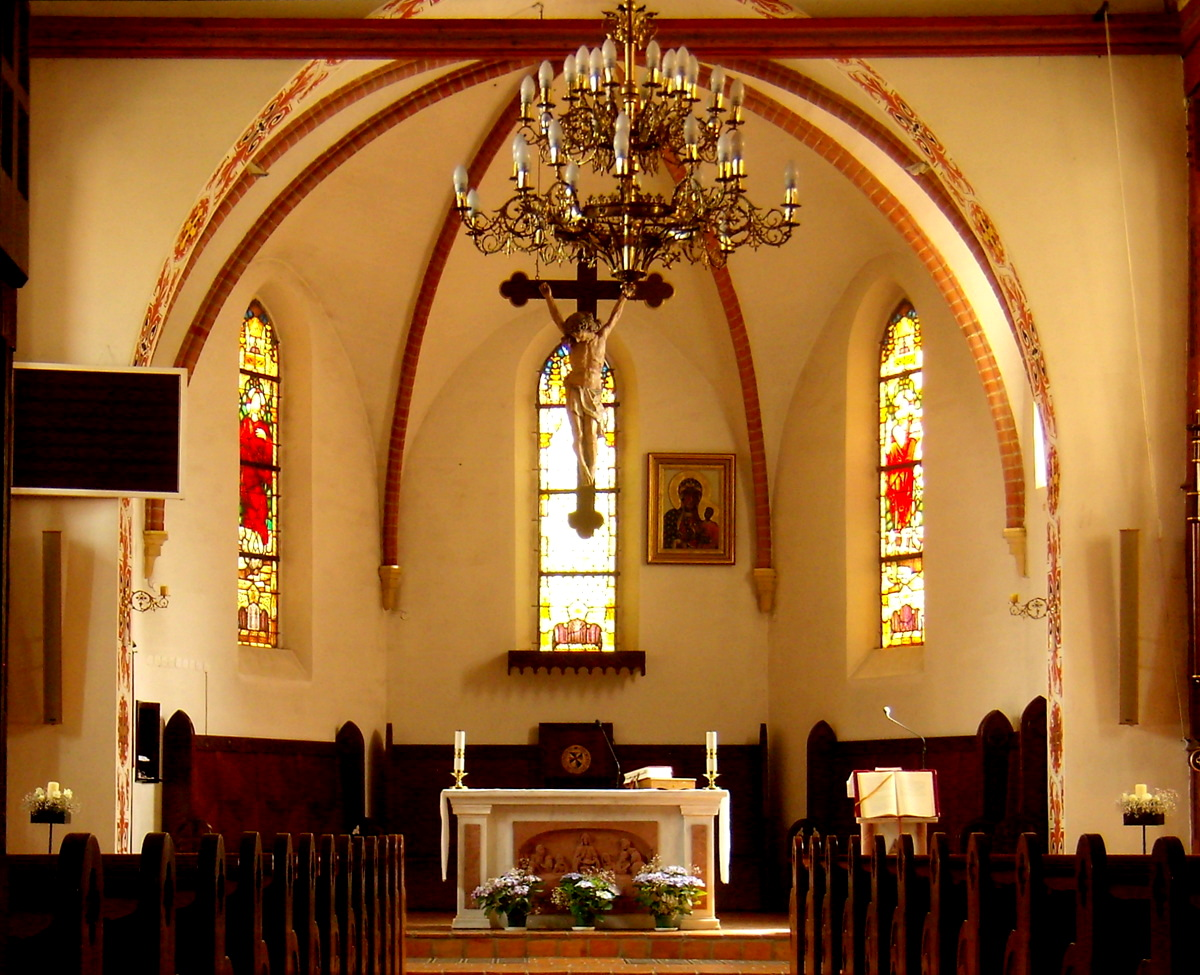
Wnętrze świątyni - prezbiterium

Jest to świątynia poewangelicka wybudowana na miejscu dawnego zespołu klasztornego dominikanów istniejącego w latach 1338–1839. Została zbudowana w 1909 roku w stylu neogotyckim, poświęcona w dniu 19 października 1910 roku. Poświęcona jako kościół katolicki w 1945, konsekrowana w dniu 10 stycznia 2010 roku przez abp Henryka Muszyńskiego. Posiada wydzielone ośmioboczne prezbiterium, prostokątną nawę z balkonami i wieżę od zachodu. Do wyposażenia należą m.in. barokowy obraz Matki Bożej z Dzieciątkiem – Królowej Polski (pamiątka po klasztorze dominikanów) znajdujący się w prawym ołtarzu bocznym, barokowy krzyż ołtarzowy, stacje Męki Pańskiej wykonane przez miejscowego artystę plastyka Edmunda Kapłońskiego. W lewym bocznym ołtarzu, jest umieszczona figura św. Dominika, pochodząca zapewne z dawnego klasztoru. Po czasach ewangelickich zachował się wystrój wnętrza, empory, organy oraz witraże. Od 13 czerwca 2004 roku kościół posiada relikwie św. Joanny Beretty Molli, jako czwarta świątynia w Polsce.